# National Hockey League 1967/1968
National Hockey League 1967/1968 var den 51:a säsongen av NHL. 12 lag spelade 74 matcher i grundserien innan Stanley Cup inleddes den 4 april 1968. Stanley Cup vanns av Montreal Canadiens som tog sin 15:e titel, efter finalseger mot St. Louis Blues med 4-0 i matcher.
Ligan utökades med 6 nya lag för att sprida intresset: Los Angeles Kings, Minnesota North Stars, Oakland Seals, Philadelphia Flyers, Pittsburgh Penguins, St. Louis Blues. Dessa 6 lag spelade i West Division medan de ursprungliga sex lagen spelade i East Division.
Stan Mikita, Chicago Black Hawks, vann poängligan på 87 poäng, 40 mål och 47 assist.
Tack vare utökningen av antalet lag gjordes det för första gången över 2.000 mål under grundserien (totalt 2.476 mål).

## Grundserien

### East Division
| Nr | Lag                 | S  | V  | O  | F  | GM  | IM  | MS  | P  |
| -- | ------------------- | -- | -- | -- | -- | --- | --- | --- | -- |
| 1  | Chicago Black Hawks | 74 | 42 | 10 | 22 | 236 | 167 | +69 | 94 |
| 2  | Montreal Canadiens  | 74 | 39 | 12 | 23 | 226 | 183 | +43 | 90 |
| 3  | Toronto Maple Leafs | 74 | 37 | 10 | 27 | 259 | 216 | +43 | 84 |
| 4  | New York Rangers    | 74 | 32 | 16 | 26 | 212 | 222 | −10 | 80 |
| 5  | Detroit Red Wings   | 74 | 33 | 10 | 31 | 209 | 176 | +33 | 76 |
| 6  | Boston Bruins       | 74 | 27 | 12 | 35 | 245 | 257 | −12 | 66 |

### West Division
| Nr | Lag                        | S  | V  | O  | F  | GM  | IM  | MS  | P  |
| -- | -------------------------- | -- | -- | -- | -- | --- | --- | --- | -- |
| 1  | Philadelphia Flyers (NY)   | 74 | 31 | 11 | 32 | 173 | 179 | −6  | 73 |
| 2  | Los Angeles Kings (NY)     | 74 | 31 | 10 | 33 | 200 | 224 | −24 | 72 |
| 3  | St. Louis Blues (NY)       | 74 | 27 | 16 | 31 | 177 | 191 | −14 | 70 |
| 4  | Minnesota North Stars (NY) | 74 | 27 | 15 | 32 | 191 | 226 | −35 | 69 |
| 5  | Pittsburgh Penguins (NY)   | 74 | 27 | 13 | 34 | 195 | 216 | −21 | 67 |
| 6  | Oakland Seals (NY)         | 74 | 15 | 17 | 42 | 153 | 219 | −66 | 47 |

## Poängliga 1967/68
Not: SM = Spelade matcher; M = Mål; A = Assists; Pts = Poäng
| Spelare         | Lag                 | SM | M  | A  | Pts |
| --------------- | ------------------- | -- | -- | -- | --- |
| Stan Mikita     | Chicago Black Hawks | 72 | 40 | 47 | 87  |
| Phil Esposito   | Boston Bruins       | 74 | 35 | 49 | 84  |
| Gordie Howe     | Detroit Red Wings   | 74 | 39 | 43 | 82  |
| Jean Ratelle    | New York Rangers    | 74 | 32 | 46 | 78  |
| Rod Gilbert     | New York Rangers    | 74 | 29 | 48 | 77  |
| Bobby Hull      | Chicago Black Hawks | 71 | 44 | 31 | 75  |
| Norm Ullman     | Toronto Maple Leafs | 71 | 35 | 37 | 72  |
| Alex Delvecchio | Detroit Red Wings   | 74 | 22 | 48 | 70  |
| John Bucyk      | Boston Bruins       | 72 | 30 | 39 | 69  |
| Ken Wharram     | Chicago Black Hawks | 74 | 27 | 42 | 69  |

## Slutspelet 1968
8 lag gjorde upp om Stanley Cup-pokalen, matchserierna avgjordes i bäst av sju matcher.
|  | Kvartsfinaler         | Kvartsfinaler         |                    |   | Semifinaler | Semifinaler |  |  | Final | Final |
|  |                       |                       |                    |   |             |             |  |  |       |       |
|  |                       |                       |                    |   |             |             |  |  |       |       |
|  |                       |                       |                    |   |             |             |  |  |       |       |
|  | Montreal Canadiens    | 4                     |                    |   |             |             |  |  |       |       |
|  | Montreal Canadiens    | 4                     |                    |   |             |             |  |  |       |       |
|  | Boston Bruins         | 0                     |                    |   |             |             |  |  |       |       |
|  | Boston Bruins         | 0                     | Montreal Canadiens | 4 |             |             |  |  |       |       |
|  |                       |                       | Montreal Canadiens | 4 |             |             |  |  |       |       |
|  |                       | Chicago Black Hawks   | 1                  |   |             |             |  |  |       |       |
|  | New York Rangers      | Chicago Black Hawks   | 1                  | 2 |             |             |  |  |       |       |
|  | New York Rangers      |                       |                    | 2 |             |             |  |  |       |       |
|  | Chicago Black Hawks   | 4                     |                    |   |             |             |  |  |       |       |
|  | Chicago Black Hawks   | 4                     | Montreal Canadiens | 4 |             |             |  |  |       |       |
|  |                       |                       | Montreal Canadiens | 4 |             |             |  |  |       |       |
|  |                       | St. Louis Blues       | 0                  |   |             |             |  |  |       |       |
|  | Philadelphia Flyers   | St. Louis Blues       | 0                  | 3 |             |             |  |  |       |       |
|  | Philadelphia Flyers   |                       |                    | 3 |             |             |  |  |       |       |
|  | St. Louis Blues       | 4                     |                    |   |             |             |  |  |       |       |
|  | St. Louis Blues       | 4                     | St. Louis Blues    | 4 |             |             |  |  |       |       |
|  |                       |                       | St. Louis Blues    | 4 |             |             |  |  |       |       |
|  |                       | Minnesota North Stars | 3                  |   |             |             |  |  |       |       |
|  | Los Angeles Kings     | Minnesota North Stars | 3                  | 3 |             |             |  |  |       |       |
|  | Los Angeles Kings     |                       |                    | 3 |             |             |  |  |       |       |
|  | Minnesota North Stars | 4                     |                    |   |             |             |  |  |       |       |
|  | Minnesota North Stars | 4                     |                    |   |             |             |  |  |       |       |

Kvartsfinaler
Montreal Canadiens vs. Boston Bruins
| Datum    | Hemma              | Mål | Borta              | Mål |
| -------- | ------------------ | --- | ------------------ | --- |
| 4 april  | Montreal Canadiens | 2   | Boston Bruins      | 1   |
| 6 april  | Montreal Canadiens | 5   | Boston Bruins      | 3   |
| 9 april  | Boston Bruins      | 2   | Montreal Canadiens | 5   |
| 11 april | Boston Bruins      | 2   | Montreal Canadiens | 3   |

Montreal Canadiens vann kvartsfinalserien med 4-0 i matcher
New York Rangers vs. Chicago Black Hawks
| Datum    | Hemma               | Mål | Borta               | Mål |
| -------- | ------------------- | --- | ------------------- | --- |
| 4 april  | New York Rangers    | 3   | Chicago Black Hawks | 1   |
| 9 april  | New York Rangers    | 2   | Chicago Black Hawks | 1   |
| 11 april | Chicago Black Hawks | 7   | New York Rangers    | 4   |
| 13 april | Chicago Black Hawks | 3   | New York Rangers    | 1   |
| 14 april | New York Rangers    | 1   | Chicago Black Hawks | 2   |
| 16 april | Chicago Black Hawks | 4   | New York Rangers    | 1   |

Chicago Black Hawks vann kvartsfinalserien med 4-2 i matcher
Philadelphia Flyers vs. St Louis Blues
| Datum    | Hemma               | Mål | Borta               | Mål | Not      |
| -------- | ------------------- | --- | ------------------- | --- | -------- |
| 4 april  | Philadelphia Flyers | 0   | St Louis Blues      | 1   |          |
| 6 april  | Philadelphia Flyers | 4   | St Louis Blues      | 3   |          |
| 10 april | St Louis Blues      | 3   | Philadelphia Flyers | 2   | SD 24:10 |
| 11 april | St Louis Blues      | 5   | Philadelphia Flyers | 2   |          |
| 13 april | Philadelphia Flyers | 6   | St Louis Blues      | 1   |          |
| 16 april | St Louis Blues      | 1   | Philadelphia Flyers | 2   | SD 31:18 |
| 18 april | Philadelphia Flyers | 1   | St Louis Blues      | 3   |          |

St Louis Blues vann kvartsfinalserien med 4-3 i matcher
Los Angeles Kings vs. Minnesota North Stars
| Datum    | Hemma                 | Mål | Borta                 | Mål | Not      |
| -------- | --------------------- | --- | --------------------- | --- | -------- |
| 4 april  | Los Angeles Kings     | 2   | Minnesota North Stars | 1   |          |
| 6 april  | Los Angeles Kings     | 2   | Minnesota North Stars | 0   |          |
| 9 april  | Minnesota North Stars | 7   | Los Angeles Kings     | 5   |          |
| 11 april | Minnesota North Stars | 3   | Los Angeles Kings     | 2   |          |
| 13 april | Los Angeles Kings     | 3   | Minnesota North Stars | 2   |          |
| 16 april | Minnesota North Stars | 4   | Los Angeles Kings     | 3   | SD 09:11 |
| 18 april | Los Angeles Kings     | 4   | Minnesota North Stars | 9   |          |

Minnesota North Stars vann kvartsfinalserien med 4-3 i matcher
Semifinaler
Montreal Canadiens vs. Chicago Black Hawks
| Datum    | Hemma               | Mål | Borta               | Mål | Not      |
| -------- | ------------------- | --- | ------------------- | --- | -------- |
| 18 april | Montreal Canadiens  | 9   | Chicago Black Hawks | 2   |          |
| 20 april | Montreal Canadiens  | 4   | Chicago Black Hawks | 1   |          |
| 23 april | Chicago Black Hawks | 2   | Montreal Canadiens  | 4   |          |
| 25 april | Chicago Black Hawks | 2   | Montreal Canadiens  | 1   |          |
| 15 april | Montreal Canadiens  | 4   | Chicago Black Hawks | 3   | SD 02:14 |

Montreal Canadiens vann semifinalserien med 4-1 i matcher
St Louis Blues vs. Minnesota North Stars
| Datum    | Hemma                 | Mål | Borta                 | Mål | Not      |
| -------- | --------------------- | --- | --------------------- | --- | -------- |
| 21 april | St Louis Blues        | 5   | Minnesota North Stars | 3   |          |
| 22 april | St Louis Blues        | 2   | Minnesota North Stars | 3   | SD 03:41 |
| 25 april | Minnesota North Stars | 5   | St Louis Blues        | 1   |          |
| 27 april | Minnesota North Stars | 3   | St Louis Blues        | 4   | SD 01:32 |
| 29 april | St Louis Blues        | 3   | Minnesota North Stars | 2   | SD 17:27 |
| 1 maj    | Minnesota North Stars | 5   | St Louis Blues        | 1   |          |
| 3 maj    | St Louis Blues        | 2   | Minnesota North Stars | 1   | SD 22:50 |

St Louis Blues vann semifinalserien med 4-3 i matcher

## Stanley Cup-final
Montreal Canadiens vs. St Louis Blues
| Datum  | Hemma              | Mål | Borta              | Mål | Arena                    | Not      |
| ------ | ------------------ | --- | ------------------ | --- | ------------------------ | -------- |
| 5 maj  | Montreal Canadiens | 3   | St Louis Blues     | 2   | Forum, Montreal          | SD 01:41 |
| 7 maj  | Montreal Canadiens | 1   | St Louis Blues     | 0   | Forum, Montreal          |          |
| 9 maj  | St Louis Blues     | 3   | Montreal Canadiens | 4   | St Louis Arena, St Louis | SD 01:13 |
| 11 maj | St Louis Blues     | 2   | Montreal Canadiens | 3   | St Louis Arena, St Louis |          |

Montreal Canadiens vann finalserien med 4-0 i matcher

## NHL awards
| 1967–68 NHL awards              | 1967–68 NHL awards                                              |
| ------------------------------- | --------------------------------------------------------------- |
| Prince of Wales Trophy:         | Montreal Canadiens                                              |
| Clarence S. Campbell Bowl:      | Philadelphia Flyers                                             |
| Art Ross Memorial Trophy:       | Stan Mikita, Chicago Black Hawks                                |
| Bill Masterton Memorial Trophy: | Claude Provost, Montreal Canadiens                              |
| Calder Memorial Trophy:         | Derek Sanderson, Boston Bruins                                  |
| Conn Smythe Trophy:             | Glenn Hall, St. Louis Blues                                     |
| Hart Memorial Trophy:           | Stan Mikita, Chicago Black Hawks                                |
| James Norris Memorial Trophy:   | Bobby Orr, Boston Bruins                                        |
| Lady Byng Memorial Trophy:      | Stan Mikita, Chicago Black Hawks                                |
| Plus-Minus Leader:              | Dallas Smith, Boston Bruins                                     |
| Vezina Trophy:                  | Rogatien Vachon & Gump Worsley, Montreal Canadiens              |
| Lester Patrick Trophy:          | Thomas F. Lockhart, Walter A. Brown, General John R. Kilpatrick |

## All-Star
| Första                           | Position | Andra                              |
| -------------------------------- | -------- | ---------------------------------- |
| Gump Worsley, Montreal Canadiens | M        | Ed Giacomin, New York Rangers      |
| Bobby Orr, Boston Bruins         | B        | J. C. Tremblay, Montreal Canadiens |
| Tim Horton, Toronto Maple Leafs  | B        | Jim Neilson, New York Rangers      |
| Stan Mikita, Chicago Black Hawks | C        | Phil Esposito, Boston Bruins       |
| Gordie Howe, Detroit Red Wings   | HF       | Rod Gilbert, New York Rangers      |
| Bobby Hull, Chicago Black Hawks  | VF       | Johnny Bucyk, Boston Bruins        |